# ELMOD3
ELMOD3 (англ. ELMO domain containing 3) – білок, який кодується однойменним геном, розташованим у людей на 2-й хромосомі. Довжина поліпептидного ланцюга білка становить 381 амінокислот, а молекулярна маса — 43 046.
| 10         |  | 20         |  | 30         |  | 40         |  | 50         |
| ---------- |  | ---------- |  | ---------- |  | ---------- |  | ---------- |
| MNEKSCSFHS |  | KEELRDGQGE |  | RLSAGYSPSY |  | DKDKSVLAFR |  | GIPISELKNH |
| GILQALTTEA |  | YEWEPRVVST |  | EVVRAQEEWE |  | AVDTIQPETG |  | SQASSEQPGQ |
| LISFSEALQH |  | FQTVDLSPFK |  | KRIQPTIRRT |  | GLAALRHYLF |  | GPPKLHQRLR |
| EERDLVLTIA |  | QCGLDSQDPV |  | HGRVLQTIYK |  | KLTGSKFDCA |  | LHGNHWEDLG |
| FQGANPATDL |  | RGAGFLALLH |  | LLYLVMDSKT |  | LPMAQEIFRL |  | SRHHIQQFPF |
| CLMSVNITHI |  | AIQALREECL |  | SRECNRQQKV |  | IPVVNSFYAA |  | TFLHLAHVWR |
| TQRKTISDSG |  | FVLKELEVLA |  | KKSPRRLLKT |  | LELYLARVSK |  | GQASLLGAQK |
| CYGPEAPPFK |  | DLTFTGESDL |  | QSHSSEGVWL |  | I          |  |            |

A: Аланін

C: Цистеїн

D: Аспарагінова кислота

E: Глутамінова кислота

F: Фенілаланін

G: Гліцин

H: Гістидин

I: Ізолейцин

K: Лізин

L: Лейцин

M: Метіонін

N: Аспарагін

P: Пролін

Q: Глутамін

R: Аргінін

S: Серин

T: Треонін

V: Валін

W: Триптофан

Кодований геном білок за функцією належить до активаторів гтфаз. 
Задіяний у такому біологічному процесі, як альтернативний сплайсинг. 
Локалізований у цитоплазмі, цитоскелеті, клітинних відростках, війках.